# Edvard Arosenius
Edvard Herman Neikter Arosenius, född 30 april 1867 i Stockholm, död 4 november 1959 i Stockholm, var en svensk statistiker; son till Jacob Fredrik Neikter Arosenius.

## Biografi
Arosenius blev 1896 filosofie doktor i Uppsala, 1893 e.o. tjänsteman, 1896 amanuens, 1910 aktuarie och 1918 byråchef i Statistiska centralbyrån, där han från 1912 förestod befolkningsstatistiken och var ledare för folkräkningarna 1900 och 1910.
Utöver nedanstående skrifter författade han bidrag till "Uppland", "Sveriges land och folk", Nordisk familjebok och tidskrifter.  Han redigerade även "Tidskrift för Sveriges landsting, städer och hushållningssällskap", årgång 39–45 (1907–13).